# Breitenau (Bas-Rhin)
Breitenau település Franciaországban, Bas-Rhin megyében. Lakosainak száma 337 fő (2022. január 1.). Breitenau Bassemberg, Fouchy, Neubois, Neuve-Église, Villé és Rombach-le-Franc községekkel határos.

## Népesség
A település népességének változása:
| Lakosok száma | 311  | 310  | 315  | 313  | 320  | 328  | 333  | 335  | 337  |
|               | 2013 | 2015 | 2016 | 2017 | 2018 | 2019 | 2020 | 2021 | 2022 |